# ناحیه دانفورث، شهرستان ایروکوی، ایلینوی
ناحیه دانفورث (به انگلیسی: Danforth Township) یک منطقهٔ مسکونی در ایالات متحده آمریکا است که در شهرستان ایروکوی، ایلینوی واقع شده‌است. ناحیه دانفورث ۱۹۹ متر بالاتر از سطح دریا واقع شده‌است.